# Sol zenital

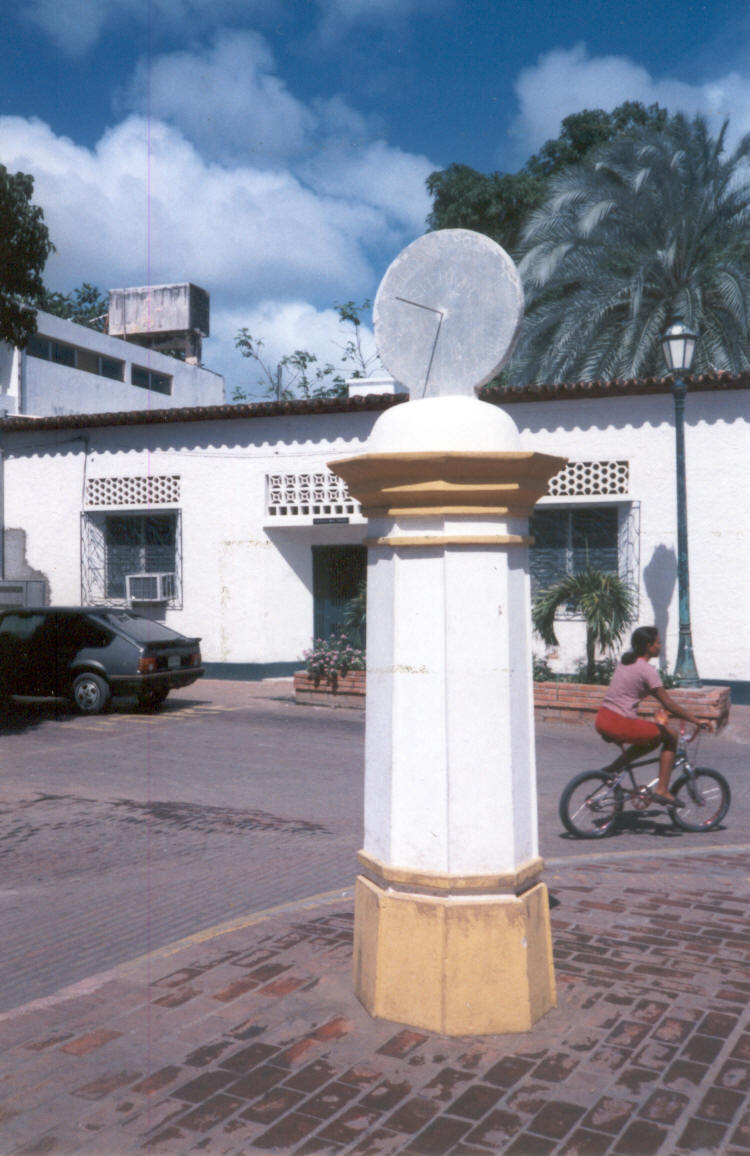
Rellotge de sol vertical, de dues cares, a La Asunción, Illa Margarita (Veneçuela).

S'anomena sol zenital a la posició del sol sobre la vertical d'un lloc (zenit) en hores del migdia. Com resulta evident, el sol zenital només es presenta a la zona intertropical, una vegada en cada tròpic (durant el solstici d'estiu) i dues vegades en qualsevol altre punt situat en aquesta zona. A la latitud de l'equador, els dies de sol zenital es corresponen amb els equinoccis.
La determinació dels dies de sol zenital per a un lloc donat és molt senzilla mitjançant l'ús d'un analema, diagrama que sol estar representat en les esferes o globus terrestres. Només cal conèrixer la latitud d'aquest lloc. Sabent aquesta dada, es veu en quina data curta a aquest analema el paral·lel que identifica la latitud d'aquest lloc. Com l'analema també proporciona la informació corresponent a l'equació de temps, aquesta informació pot servir per determinar el dia i l'hora quan es produirà el sol zenital amb bastant exactitud.

## Exemple
Per saber els dies de sol zenital a Caracas (Veneçuela), primer cal conèixer que aquesta ciutat es troba localitzada a 10º 30 'de latitud N i 66º 50' de longitud W. En portar aquesta latitud a un analema es veu que les dates en què el sol es troba sobre aquesta latitud són el 17 d'abril i el 26 d'agost. En aquestes dates, l'equació de temps és relativament petita (+13 s i -123 s) pel que al migdia (hora solar) d'aquestes dates els raigs solars incideixen verticalment. Finalment només cal saber la diferència entre l'hora solar i l'hora legal veneçolana (3 minuts, regida pel meridià de 67º 30 'Oest) per conèixer exactament quan es produirà el fenomen del sol zenital: a Caracas correspondria a les 11 i 57 minuts del 17 d'abril, sent aquests 3 minuts els que separen el meridià de 67º 30 'amb el meridià de Caracas més la diferència corresponent a l'equació del temps (+13 s). En el cas d'agost, es pot fer el mateix càlcul, però com que l'agost correspon a l'època de pluges, sempre serà més difícil de comprovar a causa de la major nuvolositat. En canvi, en el cas d'abril, que correspon al final de l'època de sequera, per a la latitud de Caracas, la incidència dels raigs solars en forma vertical, dona origen a un lleuger augment de les temperatures mitjanes (el mes d'abril a Caracas té la temperatura mitjana més elevada de l'any) i també de les temperatures màximes.

## Rellotges de sol
A causa del fet que a la zona intertropical es produeixen dos dies de sol zenital, la incidència dels raigs solars es produirà (amb l'excepció dels Tròpics) des del nord una part de l'any i des del sud durant la resta d'aquest. És per això que els rellotges de sol se solien construir amb dues cares, com succeeix amb un rellotge de sol molt antic existent a La Asunción (Illa Margarita, Veneçuela).